# مسهل (صيدلة)
المسهل أو الملين أو المفتح على صيغة اسم الفاعل من التفتيح عند الأطباء دواء يخرج المادة السادة من المجرى إلى الخارج بفعل الحرارة الغريزية فيه، كالكرفس.
في الطب, المسهل هي المادة التي تعمل على تحفيز إفراغ الأمعاء من محتويتها عن طريق تسريع عملية التغوط ( إخراج البراز ) . أما الملين, فهى المادة التي تعمل فقط على تليين البراز و بالتالي تسهيل عملية التغوط للتخلص من الإمساك بدون جهد. بعض المواد تكون مسهلاً و مليناً.

و قد تكون عملية التسهيل (الإفراغ الكامل لمحتوى الأمعاء) ناتجة عن التسمم ب المبيدات , كما هو الحال مع عنصر الكبريت.

## حواش
1. ↑  Fr: Apéritif,[2] Désobstruant,[3]
 Désopilatif[2]‎